# Ilha-barreira

Esquema, em inglês, mostrando uma ilha-barreira

Uma ilha-barreira é uma ilha formada por uma faixa arenosa, estreita e comprida, geralmente paralela à linha da costa. Geralmente ocorrem em cadeias, de algumas poucas a até mais de uma dúzia. Desconsiderando-se as pequenas desembocaduras que separam as ilhas, uma cadeia de ilhas-barreira pode se estender por mais de cem quilômetros.
Cadeias de ilhas-barreira podem ser encontradas em aproximadamente treze por cento da costa marítima mundial. Algumas cadeias de ilhas-barreira apresentam configurações muito diferentes, demonstrando que são formadas e mantidas em ambientes dos mais diversos.
Às vezes, as desembocaduras podem se fechar permanentemente, transformando as ilhas em uma península, denominada península-barreira.
Há várias teorias que tentam explicar como se dá a formação das ilhas-barreira, sendo que os geólogos concordam que há diferentes mecanismos de formação.
Ilhas-barreira são responsáveis pela formação de baías e lagoas, sendo de extrema relevância ecológica, minimizando os efeitos das ondas do oceano e tempestades marítimas nos sistemas aquáticos interiores.